# جاك نيلسون (لاعب كرة قدم أمريكية)
جاك نيلسون (بالإنجليزية: Jack Nelson)‏ هو لاعب كرة قدم أمريكية أمريكي، ولد في 13 يوليو 1927، وتوفي في 19 نوفمبر 1978.